# Generace 98

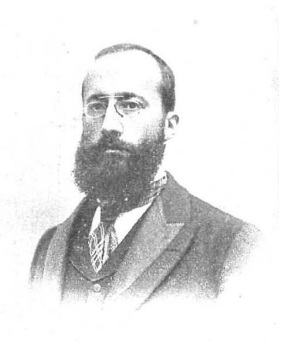
Ramón Menéndez Pidal

Generace 98 (španělsky Generación del 98) je označení pro skupinu spisovatelů či literární hnutí ve Španělsku na přelomu 19. a 20. století. Název byl utvořen dle roku 1898, kdy Španělsko utrpělo těžkou porážku a ztratilo zbytky kolonií (Portoriko, Kuba, Filipíny), což způsobilo ekonomickou, sociální a morální krizi v zemi.

## Charakteristika
Existují charakteristické rysy a pravidla které autoři dané skupiny mají společné. Představitele Generace 98 spojoval především věk (všichni se narodili mezi lety 1864 a 1875). Často byli autodidakty, velký význam přikládali filosofii (velkou inspirací byl mj. německý filozof a literát Friedrich Nietzsche) a politice (mnozí měli blízko k anarchismu). Dalšími charakteristikami, které spojovaly autory Generace 98 bylo přátelství, stejný styl a rysy psaní textu.
Za představitele Generace 98 bývají považováni zejména Ramiro de Maeztu, Azorín (José Martínez Ruiz), Pío Baroja, Joaquín Costa, Miguel de Unamuno, Antonio Machado, Ramón María del Valle-Inclán, Vicente Blasco Ibáñez, Jacinto Benavente, Ramón Menéndez Pidal, či Gabriel Miró.
Témata
Hlavním tématem Generace 98 bylo Španělsko, a to smutek a láska pro Španělsko. Autoři zde píší o životě na vesnici a španělské krajině, kterou popisují. Hodně se zde také objevuje Castilla jako symbol a podstata Španělska. Autoři zde také píší o existenčních obavách a smyslu života (témata jako smrt, život, úzkost, nechuť k životu).
Styl psaní
Každý ze spisovatelů Generace 98 je ve stylu psaní trošičku odlišný, ale i tak můžeme najít některé rysy, které mají společné. Takovými rysy jsou skromnost jazyka (autoři používají jednoduchý jazyk, jednoduché věty a jednoduchá vyjádření), používají hodně tradičních slov (slova, která se ztrácí a autoři je znovu postupně obnovují).